# Rahona albilunula
Rahona albilunula är en fjärilsart som beskrevs av Collenette 1936. Rahona albilunula ingår i släktet Rahona och familjen tofsspinnare. Inga underarter finns listade.